# Pacroscia decoui
Pacroscia decoui är en kräftdjursart som beskrevs av Albert Vandel 1981. Pacroscia decoui ingår i släktet Pacroscia och familjen Philosciidae. Inga underarter finns listade i Catalogue of Life.